# 平塘大桥
平塘大桥是中国贵州省一座高速公路斜拉桥，位于贵州省余庆至安龙高速公路平塘至罗甸段K32-K35公里处（平塘县牙舟镇与通州镇交界处），跨越曹渡河峡谷，是贵州高速公路网“横六”余庆至安龙高速公路平罗高速（平塘至罗甸段）的控制性工程。大桥全长2,135（7,005英尺），桥梁全宽30.2米，跨径布置为：（13×40米）预应力混凝土T梁+（249.5+2×550+249.5米）三塔双索面结合梁斜拉桥，最高主塔高度332（1,089英尺），相当于110层楼高，其中桥面以下塔高182.8（600英尺），设计时速80公里/小时，为世界最高的钢筋混凝土桥塔。大桥采用三阶段设计（初步设计、技术设计、施工图设计），全部由贵州省交通规划勘察设计研究院桥梁设计分院独立完成。该桥总投资约15亿元，于2016年4月开工建设，2019年12月30日建成通车。

## 建设
平塘大桥由贵州省发展和改革委员会以“黔发改交通〔2014〕2410号”文件批准建设、以“黔交建设〔2015〕222号”文件批准初步设计、以“黔交建设〔2016〕41号”文件批准施工图设计。建设资金来自贵州省交通运输厅专项资金和国内银行贷款，项目出资比例为项目资本金35%，银行贷款65%。采用代建+监理一体化模式进行建设，于2016年开工，建设工期为42个月，分为两个标段展开施工，其中贵州桥梁建设集团有限公司负责“PLTJ-12”标段施工，中交第二公路工程局有限公司负责“PLTJ-13”标段施工，于2019年12月30日建成通车。
平塘大桥与世界最大射电望远镜－500米口径球面射电望远镜（FAST）的直线距离约为29（18英里）。

## 设计
平塘大桥在造型设计上突出“深山绿水，一桥飞架，铺陈优美生态、厚重人文”的主题，采用三座结构刚劲稳定、视觉极具特色的棱锥形空间桥塔设计；塔柱采用多边形截面，塔顶造型肌理既是少数民族传统装饰纹样的提炼，表达对地方元素的拾取；又如叶脉错列，微风山谷，林中拾叶，洋溢着大山深处浓郁的生态气息。同时，桥梁设计考虑到融合交通、观景、旅游等多种功能，还设计了“天空之桥”观光服务区等设施供游人观赏大桥周边的峡谷风光。
2021年，国际桥梁大会（International Bridge Conference）授予平塘大桥古斯塔夫·林德撒尔奖。
2021年，平塘大桥入围国际咨询工程师联合会（FIDIC）全球工程项目奖名单。
2022年，平塘大桥入围国际桥梁与结构工程协会（IABSE）全球杰出“基础设施奖”项目短名单。

## 建设历程
- 2018年11月13日，平塘特大桥桥塔顺利封顶。
- 2019年9月26日，平塘特大桥成功合龙。
- 2019年12月30日，平塘特大桥宣布建成通车。

## 相關事項條目
- 世界斜張橋列表
- 世界最高橋樑列表
- 中國最高橋樑列表